# Yolanda Lastra
Clementina Yolanda Lastra García (Ciudad de México,12 de septiembre de 1932), algunas veces mencionada como Yolanda Lastra de Suárez, es una antropóloga, lingüista, catedrática y académica mexicana. Pionera en el campo de la sociolingüística en México, es reconocida como especialista en lingüística descriptiva de las lenguas indígenas americanas, en particular, del náhuatl moderno, otomí y español de México. Asimismo, ha incursionado en el estudio del chichimeco-jonaz y del matlatzinca.

## Trayectoria Académica
Yolanda Lastra estudió en un bachillerato bilingüe (español e inglés) donde también aprendió latín. Al terminar su preparatoria obtuvo una beca para cursar sus estudios en los Estados Unidos, en el Smith College de Massachussets. Estudió por cuatro años en el colegio universitario, aprendió inglés y una especialidad en francés. Al recibir su título de grado, regresó a la Ciudad de México. Desafortunadamente no fue posible revalidar su grado, por lo que optó por seguirse preparando en el Instituto Francés de América Latina obteniendo el diploma de enseñanza en francés.
Durante esa época falleció su padre, Yolanda empezó a trabajar para apoyar a su familia dando clases de español en la Embajada de los Estados Unidos en México. Por su buen desempeño, la embajada le ofrece trabajar directamente para el Instituto del Servicio Exterior y trasladarla a Washington. Se le presenta la oportunidad de continuar su preparación lingüística, ya que la institución para la cual trabaja le ofreció una beca; Yolanda decide estudiar la maestría en Lingüística en la Universidad de Georgetown. En esta universidad aprende sobre las nuevas corrientes de la lingüística derivadas del estructuralismo, tuvo sus primeros entrenamientos en la lingüística sincrónica por parte de reconocidos maestros en su área.
Al terminar la maestría en 1957, llega a México pero nuevamente se enfrenta con problemas de revalidación de sus grados y regresó a Estados Unidos. Decide continuar sus estudios, en esta ocasión en la Universidad de Cornell en Nueva York. Ahí, se especializa en el estudio de las lenguas indígenas de América dentro de una línea de lingüística descriptiva sincrónica, con un trasfondo antropológico. Mientras estudió en esta universidad trabajó en un proyecto sobre el estudio del quechua, por lo que viaja a Bolivia para su investigación sobre esta lengua. Fue con este trabajo que obtiene su doctorado en Lingüística en1963 con la tesis sobre la sintaxis del quechua de Cochabamba dirigida por Charles F. Hockett. También fue discípula de Paul Garvin y Noam Chomsky.

## Trayectoria Profesional
Al concluir sus estudios en la Universidad de Cornell trabajó durante un periodo como profesora, mientras continuaba con su investigación de la lengua quechua y se adentra en la línea de estudio de la dialectología. Posteriormente, en 1968 la publicaría como un libro, titulado Conchabamba Quechua Syntax. También fue profesora en la Universidad de California en Los Ángeles, entre 1966 y 1968, año en el que regresa a México.

Municipio de San Luis de la Paz, Guanajuato

Al regresar a su país, en 1968, empieza a trabajar en la sección de antropología del Instituto de Investigaciones Históricas de la Universidad Nacional Autónoma de México (UNAM). Tomó un curso con Moisés Romero en la Escuela Nacional de Antropología e Historia quien la asesoró en dónde hacer trabajo de campo, Moisés le recomendó empezar en Misión de Chichimecas de San Luis de la Paz, Guanajuato. En 1969, dedicó sus primeros trabajos al estudio de lengua chichimeca-jonaz que pertenece a la familia lingüística otopame si bien aún se habla, está en peligro de extinción. Su origen se remonta a los alrededores de Tolimán, en la Sierra Gorda de Querétaro, pero tras una matanza encabezada por el Coronel José de Escandón en el siglo XVIII se trasladaron a San Luis de la Paz, Guanajuato.  
En la década de 1970 estudió la lengua náhuatl con el objetivo de conocer su variedad en el centro de México. Empezó el trabajo de campo con Fernando Horcasitas en las comunidades nahuas de la Ciudad de México y estados cercanos. El trabajo se organizó con base en un método geográfico de círculos concéntricos. Con los datos obtenidos integraron un corpus lingüístico donde se registraron una diversidad de elementos de lingüística descriptiva, sociolingüística y dialectología, que marcaron identidades y límites de las variantes del náhuatl moderno del centro de México. Como resultado de la investigación se publicaron una serie de artículos en los Anales de Antropología entre 1975 y 1980. Adicionalmente, Yolanda publicó dos monografías, una sobre el náhuatl de Texcoco y otra sobre el de Acaxochitlán.

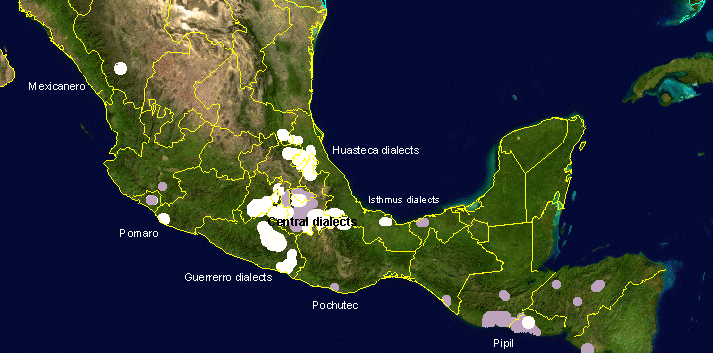
Mapa de dialectos del náhuatl en México, con base en el artículo de Yolanda Lastra "Áreas dialectales del náhuatl moderno".

Para 1973 empieza a colaborar con el Instituto de Investigaciones Antropológicas de la Universidad Nacional Autónoma de México. En 1986 publicó Las áreas dialectales del náhuatl moderno en colaboración con el Instituto de Investigaciones Antropológicas. El libro hace referencia al entorno del ser humano: mundo exterior, paisaje, clima, cuerpo humano, parentesco, plantas y animales, forma de alimentación y expresión verbal. Yolanda integró un cuerpo lingüístico de los dialectos de 16 estados de México y El Salvador considerando el náhuatl clásico. Estableció un mapa donde se reconocen las formas de habla del náhuatl moderno en cuatro áreas: Periferia occidental (costa pacífica, Durango, Nayarit, Occidente del Estado de México); Periferia oriental (Sierra de Puebla, Istmo de Tehuantepec y Pipil); Huasteca y Centro (Puebla, Tlaxcala y Guerrero). Este libro ha sido referente de otros estudios  sobre rasgos lingüísticos de las variantes del náhuatl moderno.

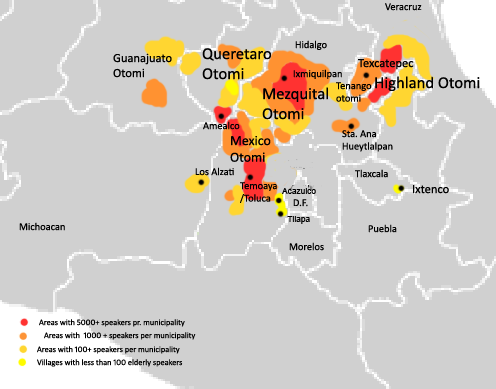
Mapa de dialectos otomíes

Al terminar el proyecto de náhuatl, continua con las lenguas otomangues, extendiéndose desde el otomí hablado en el Centro de México hasta el mangue que se habló en Nicaragua. Yolanda ha trabajado con la familia lingüística otopameana, que se relaciona con el pame y el chichimeco. A partir de 1981, Yolanda sostuvo un arduo trabajo de campo, ya que el otomí se ha ido extinguiendo en las regiones y comunidades del centro de México. Empezó con el otomí de Toluca y luego en orden: Tlaxcala, Hidalgo, otros estados  de México hasta terminar con el estado de Michoacán. Las publicaciones que realizó sobre la lengua otomí a finales del siglo XX registraron elementos lingüísticos que permitieron identificar tres zonas: los dialectos orientales (Sierra Madre Oriental, Tilapa, Ixtenco), los noroccidentales (Mezquital, Querétaro) y los suroccidentales (San Felipe, Amealco).
Dentro de su trabajo con el español, fue co-coordinadora del corpus sociolingüístico de la Ciudad de México, ha puesto al alcance de los hispanohablantes, estudiosos e interesados los textos más representativos de la sociolingüística a nivel internacional. Trabajó en un proyecto patrocinado por la Asociación de Lingüística y Filología de América Latina, también ha participado en proyectos que tienen como objetivo estudiar el español de las ciudades importantes de América Latina y España.
Ha colaborado con Pedro Martín Butragueño en El Colegio de México y como coordinadora del Archivo de Lenguas Indígenas de México en el Centro de Estudios Lingüísticos y Literarios. Imparte clases de sociolingüística y lingüística náhuatl en la Facultad de Filosofía y Letras de la UNAM. Es socia honoraria de la Society for the Study of the Indigenous Languages of the Americas. El 13 de junio de 2013 fue elegida como miembro de número de la Academia Mexicana de la Lengua para ocupar la silla XI. En 2015 recibió el Premio Nacional de Ciencias y Artes 2015 en el campo de la Lingüística y Literatura y participó en el proyecto Atlas de la Cuenca del Río Lerma, dirigido por Javier Delgado del Instituto de Geografía de la UNAM, junto a más de 30 investigadores nacionales. Lastra se encarga de conseguir topónimos del paisaje en las lenguas originarias de la zona la cuenca del río Lerma.

## Publicaciones
- Cochabamba Quechua Syntax, The Hague: Mouton, 1968.
- Antología de estudios de etnolingüística y sociolingüística, en coautoría con Paul L. Garvin, 1974.
- El náhuatl de Acaxochitlán, Hidalgo, 1980.
- El náhuatl de Texcoco en la actualidad, 1981.
- Las áreas dialectales del náhuatl moderno, 1986.
- El otomí de San Andrés Cuexcontitlan, Toluca, 1989.
- Lingüística para hispanoamericanos: una introducción, 1992.[13]
- El otomí de Toluca, 1992.
- El otomí de Ixtenco, 1997.
- Unidad y diversidad de la lengua. Relatos otomíes, 2001.
- Los otomíes, su lengua y su historia, 2006.
- Parlons otomi, une langue indienne du Mexique, 2009.
- Vocabulario piloto chichimeco, 2009.
- Mazahua de San Pedro el Alto, Temaxcalcingo, Estado de México, coautora con Celestino Cárdenas Martínez, 2011.[14]
- Textos chichimecos. Bosquejo gramatical, léxico y notas históricas, 2018.[15]

## Reconocimientos
- Premio Wigberto Jiménez Moreno, Mejor investigación en ciencias sociales. Sociolingüística para hispanoamericanos. Una introducción, 1993.[16]
- Premio Universidad Nacional en el área de Investigación en Ciencias Sociales, Universidad Nacional Autónoma de México (UNAM), 1999.
- Reconocimiento Sor Juana Inés de la Cruz, Universidad Nacional Autónoma de México, 2003.
- Homenaje por el Instituto Nacional de Lenguas Indígenas (INALI), 2008.[17]
- Investigadora Emérita por el Instituto de Investigaciones Antropológicas de la UNAM desde 2011.
- Premio Nacional de Ciencias y Artes de México en Lingüística, 2015.[1][18]